# Moringa ovalifolia
Espèce
Classification phylogénétique
Moringa ovalifolia est une espèce d'arbre de la famille des Moringaceae. Elle est originaire des terrains les plus secs de Namibie et d'Angola.
Son tronc épais à l'écorce blanche lui sert de stockage pour l'eau.